# Осечна (гміна, Старогардський повіт)
Гміна Осечна (пол. Gmina Osieczna) — сільська гміна у північній Польщі. Належить до Староґардського повіту Поморського воєводства.
Станом на 31 грудня 2011 у гміні проживало 2936 осіб.

## Територія
Згідно з даними за 2007 рік площа гміни становила 123.26 км², у тому числі:
- орні землі: 18.00%
- ліси: 76.00%

Таким чином, площа гміни становить 9.16% площі повіту.

## Населення
Станом на 31 грудня 2011:
| Опис     | Загалом | Загалом | Чоловіки | Чоловіки | Жінки | Жінки |
| -------- | ------- | ------- | -------- | -------- | ----- | ----- |
| одиниця  | осіб    | %       | осіб     | %        | осіб  | %     |
| все      | 2936    | 100     | 1480     | 50.41    | 1456  | 49.59 |
| міське   | 0       | 100     | 0        |          | 0     |       |
| сільське | 2936    | 100     | 1480     | 50.41    | 1456  | 49.59 |

## Сусідні гміни
Гміна Осечна межує з такими гмінами: Каліська, Любіхово, Осек, Чарна Вода, Черськ, Шлівіце.